# Howhannes Mychitarian
Howhannes Mychitarian (orm. Հովհաննես Մխիթարյան; ur. 26 grudnia 1997) – ormiański zapaśnik walczący w stylu wolnym. Zajął 37. miejsce na mistrzostwach świata w 2019. Dziewiąty na mistrzostwach Europy w 2020. Brązowy medalista wojskowych MŚ w 2021. Piętnasty w indywidualnym Pucharze Świata w 2020. 
Trzeci na ME U-23 w 2018 roku.